# George Turner
George Turner (1913, data de morte desconhecida) foi um ciclista canadense. Ele representou o Canadá nos Jogos Olímpicos de Verão de 1936, em Berlim.